# Dong (monnaie)
Pour les articles homonymes, voir Dong.
Le đồng (prononcé en vietnamien : /ˀɗɜwŋ͡m˨˩/ ; symbole monétaire ₫ ; code ISO : VND) est la monnaie officielle du Viêt Nam

## Historique
Le đồng, qui est en service depuis 1978, n’est pas convertible et donc il n’est pas possible de changer des dongs en dehors du Viêt Nam.
Le mot đồng est en usage depuis longtemps, il qualifiait autrefois ce que les Occidentaux appelaient la sapèque vietnamienne. Dans le langage courant, on appelle couramment le đồng (littéralement « cuivre ») un bạc (littéralement, « argent »).

## Émissions monétaires

### Billets de banque
Il existe des billets de 100 ₫ 200 ₫, 500 ₫, 1 000 ₫,2 000 ₫, 5 000 ₫, 10 000 ₫, 20 000 ₫, 50 000 ₫, 100 000 ₫, 200 000 ₫ et 500 000 ₫.

### Pièces de monnaie
En 1978 des pièces de 1, 2 et 5 hào et 1 đồng en aluminium sont frappées, mais l'inflation galopante les fit disparaître rapidement. Ce n'est qu'à partir de 2003 qu'à nouveau des pièces réapparurent. Jusque-là, l'utilisation des distributeurs automatiques était soumise au change préalable des petits billets contre des jetons auprès d'un vendeur.
Le 17 décembre 2003, les dénominations de 200, 1 000 et 5 000 đồngs sont émises, puis le 1er avril 2004, celles de 500 et 2 000 đồngs.
Les pièces courantes sont de 200 ₫, 500 ₫, 1 000 ₫, 2 000 ₫ et 5 000 ₫.

## Sous-unités
- 1₫ vaut 10 hào
- 1 hào vaut 10 xu

## Valeur monétaire
Une conversion très approximative mais simple consiste à multiplier par quatre  un prix affiché en đồngs, puis à retirer cinq zéros, pour avoir une idée du prix en euros. 
Exemple : 100 000 dôngs ≈ 4 €.
Au 15 juin 2016 :
- 1 EUR = 25 184 VND
- 1 USD = 22 362 VND

Au 26 mars 2017 :
- 1 EUR = 24 595 VND
- 1 USD = 22 783 VND

Au 30 mai 2019 :
- 1 EUR = 26 111 VND

Au 19 août 2020 :
- 1 EUR = 27 574 VND
- 1 USD = 23 101 VND

Au 18 septembre 2023 :
- 1 EUR = 26 012 VND
- 1 USD = 24 384 VND